# Litschauerella
Litschauerella är ett släkte av svampar. Enligt Catalogue of Life ingår Litschauerella i familjen Hydnodontaceae, ordningen Trechisporales, klassen Agaricomycetes, divisionen basidiesvampar och riket svampar, men enligt Dyntaxa är tillhörigheten istället familjen Tubulicrinaceae, ordningen Polyporales, klassen Agaricomycetes, divisionen basidiesvampar och riket svampar.
|                | Tubulicium |
|                | |
|                | Trechispora |
|                | |
| Litschauerella | \| \| Litschauerella abietis \| \| \| \| \| \| Litschauerella clematidis \| \| \| \| \| \| Litschauerella gladiola \| \| \| \| \| \| Litschauerella hastata \| \| \| \| |
|                | \| \| Litschauerella abietis \| \| \| \| \| \| Litschauerella clematidis \| \| \| \| \| \| Litschauerella gladiola \| \| \| \| \| \| Litschauerella hastata \| \| \| \| |
|                | Hydnodon |
|                | |
|                | Brevicellicium |
|                | |
|                | Sphaerobasidium |
|                | |
|                | Sistotremella |
|                | |
|                | Sistotremastrum |
|                | |
|                | Fibrodontia |
|                | |
|                | Subulicystidium |
|                | |
|                | Luellia |
|                | |
|                | Dextrinocystis |
|                | |
|                | Cristelloporia |
|                | |
|                | Dextrinodontia |
|                | |
|                | Litschauerella abietis |
|                | |
|                | Litschauerella clematidis |
|                | |
|                | Litschauerella gladiola |
|                | |
|                | Litschauerella hastata |
|                | |

|  | Litschauerella abietis    |
|  |                           |
|  | Litschauerella clematidis |
|  |                           |
|  | Litschauerella gladiola   |
|  |                           |
|  | Litschauerella hastata    |
|  |                           |